# Pseudaugochlora pulchra
Pseudaugochlora pulchra là một loài Hymenoptera trong họ Halictidae. Loài này được Engel mô tả khoa học năm 2000.